# Leioproctus idiotropoptera
Leioproctus idiotropoptera is een vliesvleugelig insect uit de familie Colletidae. De wetenschappelijke naam van de soort is voor het eerst geldig gepubliceerd in 2006 door Packer.